# Chiesa di San Pietro Apostolo (Castelvetro Piacentino)
La chiesa di San Pietro Apostolo, nota anche come santuario della Beata Vergine Maria Addolorata, è la chiesa parrocchiale di San Pedretto, frazione del comune di Castelvetro Piacentino, in Emilia-Romagna.

## Storia
La devozione alla Beata Vergine Addolorata fu introdotta dai padri Serviti, che dal 1624 risiedevano a San Pietro in Corte nel convento e Oratorio di San Carlo – noto anche come Chiesa dei Serviti – in una cappella del quale si trovava una statua della Madonna Addolorata. Siccome la parrocchiale antica distava circa un miglio dal centro abitato, il popolo accedeva preferibilmente alla chiesa del convento, accrescendo così la devozione alla Madonna che culminava tradizionalmente nel mese di settembre; quest'usanza rimase anche successivamente all'apertura al culto dell'attuale chiesa parrocchiale (1713).
Nel 1806 Napoleone Bonaparte soppresse gli ordini religiosi: convento e oratorio dei Serviti passarono al demanio statale, e i padri lasciarono la zona, ma nel contempo diverse opere, tra le quali la statua della Madonna, furono trasferite alla chiesa parrocchiale.
Francesco Rana, al tempo parroco di San Pietro in Corte, ottenne dalla diocesi di esporre a pubblica venerazione l'immagine dell'Addolorata, collocandola nella cappella omonima. La venerazione popolare e le testimonianze di grazia ricevuta custodite nell'archivio parrocchiale spinsero il vescovo Giovanni Battista Tescari a proclamare la chiesa santuario diocesano nel 1895.

## La chiesa parrocchiale
Sorta a spese delle confraternite del Rosario e del Santissimo Sacramento su progetto dell'architetto cremonese Giovanni Palmieri, venne aperta al culto il 9 ottobre 1713, festa del santo patrono della diocesi. È ad una sola navata, nello stile imperiale post-barocco, e tale è anche la facciata – peraltro rifatta nel 1807 secondo il progetto originale – che presenta però elementi classici come il frontespizio e il pronao, quest'ultimo aggiunto nel 1954 su progetto dell'architetto cremonese Vito Rastelli.
Posto su terreno cedevole, l'edificio ha sempre richiesto lavori di consolidamento; in occasione di quelli del 1921 il pittore cremonese Silvio Verdelli ne abbellì l'interno, eseguì decorazioni e affrescò la volta.

### Il campanile attuale
Eretto nel 1830, era cilindrico; nel 1890 venne portato alla forma odierna su progetto dell'ing. Giovanni Repellini, e fu oggetto di altre modifiche nel 1954. È alto 37 metri, e si presenta ornato nella parte superiore da fregi in cotto; ospitava un concerto in fa maggiore di cinque campane. Nel 1995 è stato sostituito con un concerto in fa maggiore di 6 campane, comandato da computer. Alla base del campanile tre lapidi descrivono gli interventi degli ultimi due secoli.
| Lapide sinistra | Lapide centrale | Lapide destra |
| --------------- | --------------- | ------------- |
|                 |                 |               |

### L'interno

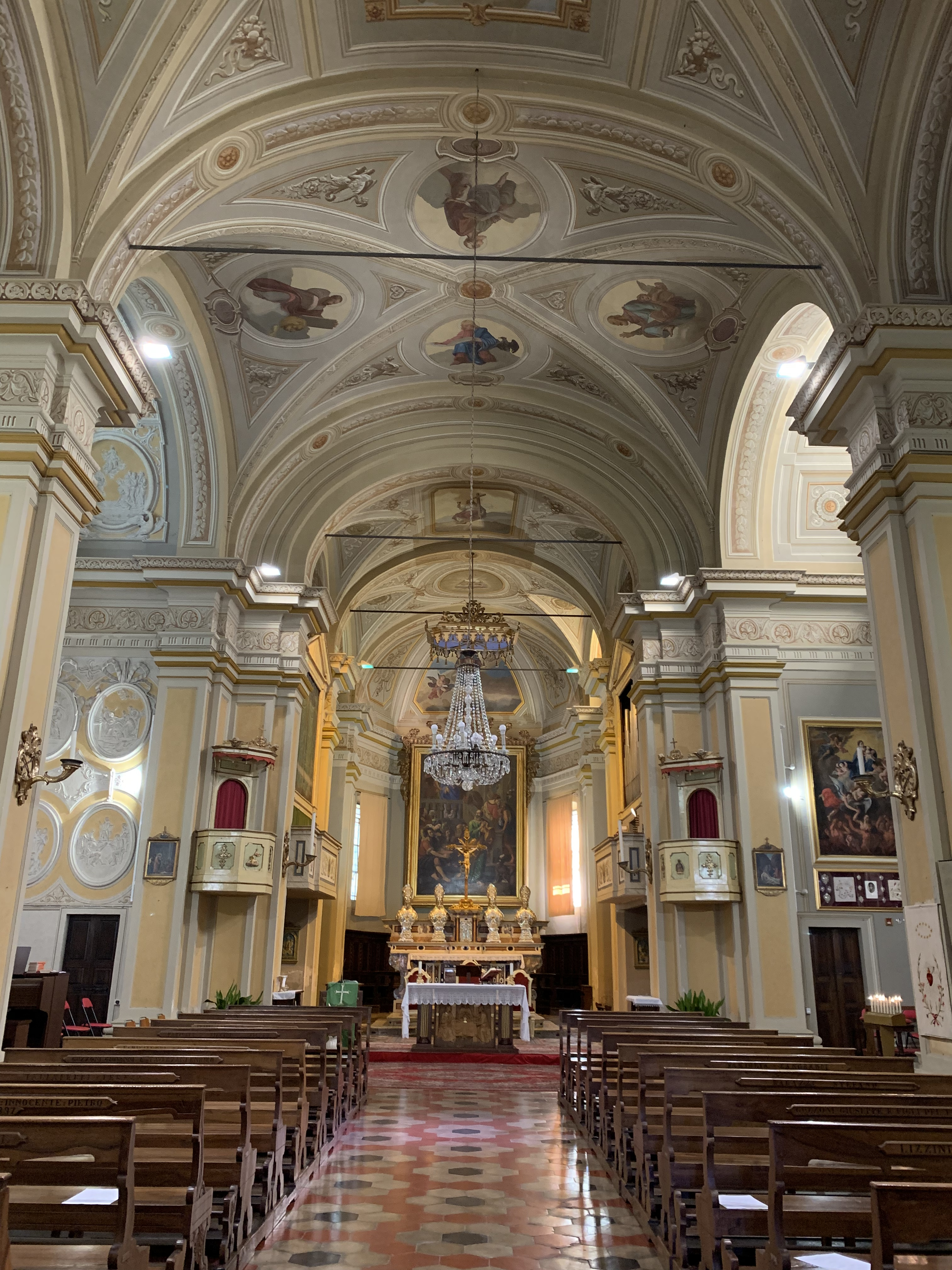
L'interno a navata unica

Si presenta ad unica navata, con tre cappelle laterali per parte. Il presbiterio maggiore termina con abside semiesagonale con catino e volta. Anche la navata presenta un tetto a volta; i pilastri terminano superiormente con cornici barocche decorate con fregi di foglie e conchiglie policrome.

#### La volta e ingresso
È stata decorata con pitture a tempera nel 1921 dal cremonese Silvio Verdelli. Nella prima campata vediamo San Giuseppe, nella seconda San Pietro Apostolo in Gloria, nella terza i quattro evangelisti con i loro simboli.
Sopra l'ingresso una cornice barocca racchiude un dipinto raffigurante San Pietro che rinnega il Salvatore, di Giovanni Battista Tagliasacchi (1727), commissionato dalle confraternite del Rosario e del Santissimo Sacramento, e donato dal prevosto e dai canonici della collegiata di Monticelli d'Ongina. Pietro appare accusato da diverse persone, spalleggiate da soldati romani, che gli contestano essere seguace di Cristo, fatto che lui nega.

#### Cappella del Crocefisso

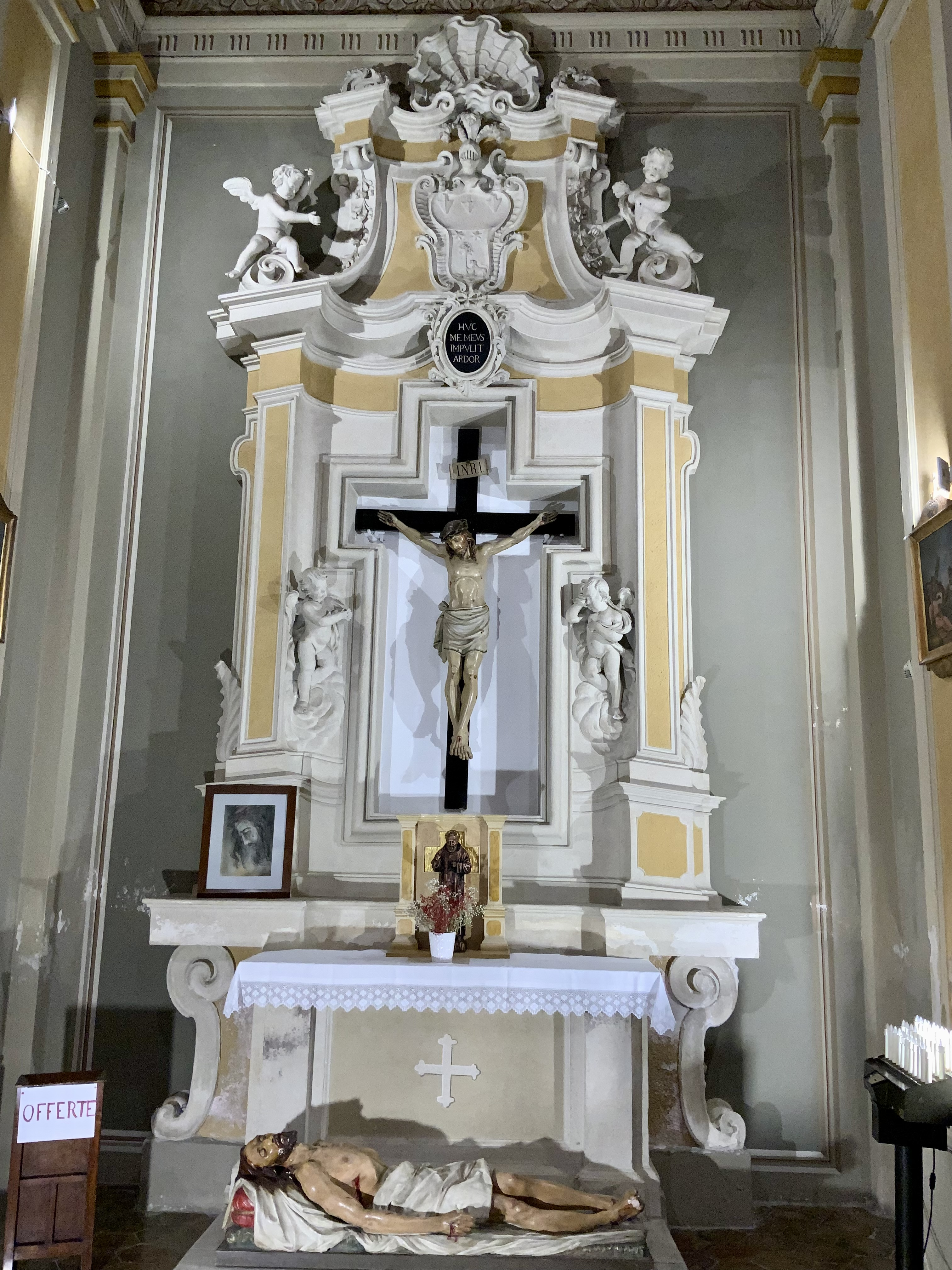
Cappella del Crocefisso

Comprende un'ancona tardo-barocca in stucco romano, con altare, donati dal parroco Leo Gabbiani, dell'omonima famiglia piacentina. Il relativo stemma è al centro del frontone, sovrastato da una conchiglia: elmo con triplice pennacchio, sotto di esso tre frecce con punta verso il basso e più giù un albero sormontato da due stelle; alla base dell'albero un leone. Sotto lo stemma, in ovale nero, la scritta «huc me meus impulit ardor», a questo mi ha spinto il mio ardore (amore). Il Crocefisso ligneo (1954), realizzato ad Ortisei, ne sostituisce uno precedente settecentesco.

#### Cappella della Madre di Dio

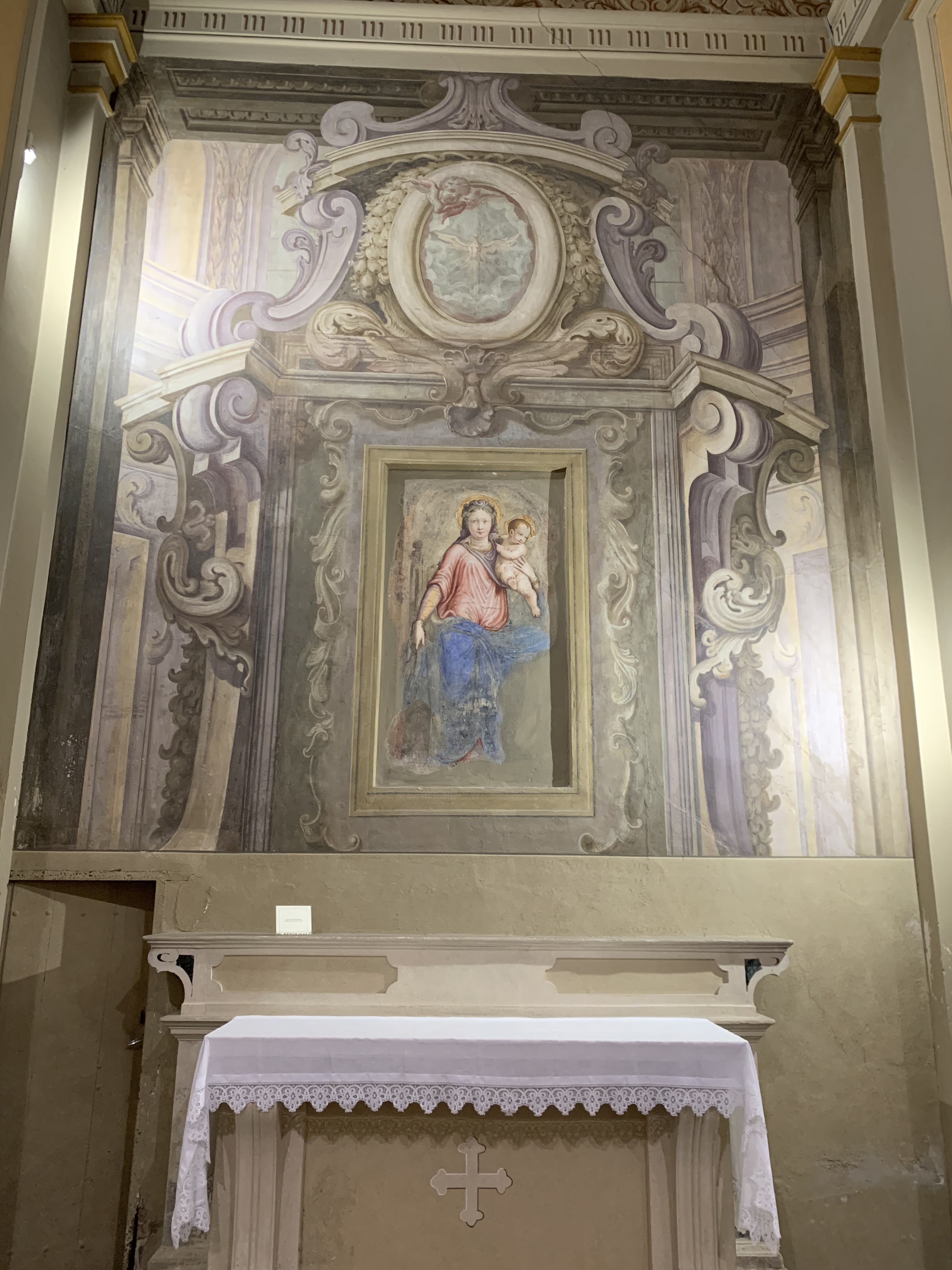
Cappella della Madre di Dio

Presenta, entro una cornice barocca dipinta a fresco, una Madonna con Bambino, affresco su parete. La Vergine è in posizione frontale, con la mano destra regge il manto, con la sinistra Gesù Bambino.
Le caratteristiche pittoriche fanno attribuire l'affresco al XVI secolo, di scuola cremonese; venne qui trasferito probabilmente dal soppresso locale oratorio dei Serviti, in seguito all'edificazione della chiesa parrocchiale.
Sulla parte alta della parete frontale era esposto un quadretto a olio, San Giuseppe con Gesù Bambino. L'autore (XVII secolo) volle mantenere l'anonimato, come appare anche dalla scritta "non oso" sul retro.
La pala dell'altare – attualmente esposta nel Museo Diocesano di Fidenza – è un olio su tela di Vincenzo Campi, eseguito su commissione dei nobili Roncovieri di Cremona per l'oratorio del Gazzino, e trasferito alla chiesa parrocchiale dal parroco Pietro Demaldè. È firmato Vicentius Campus Cremonensis – 1576, e rappresenta la Madonna Assunta con San Rocco e il conte Roncovieri. La Vergine, in veste bianca e manto viola, tende occhi e braccia al cielo; San Rocco, con mantello rossiccio, volge lo sguardo alla Madonna, e lo stesso fa il Roncovieri, vestito di nero e in preghiera.  

#### Cappella della Madonna Addolorata

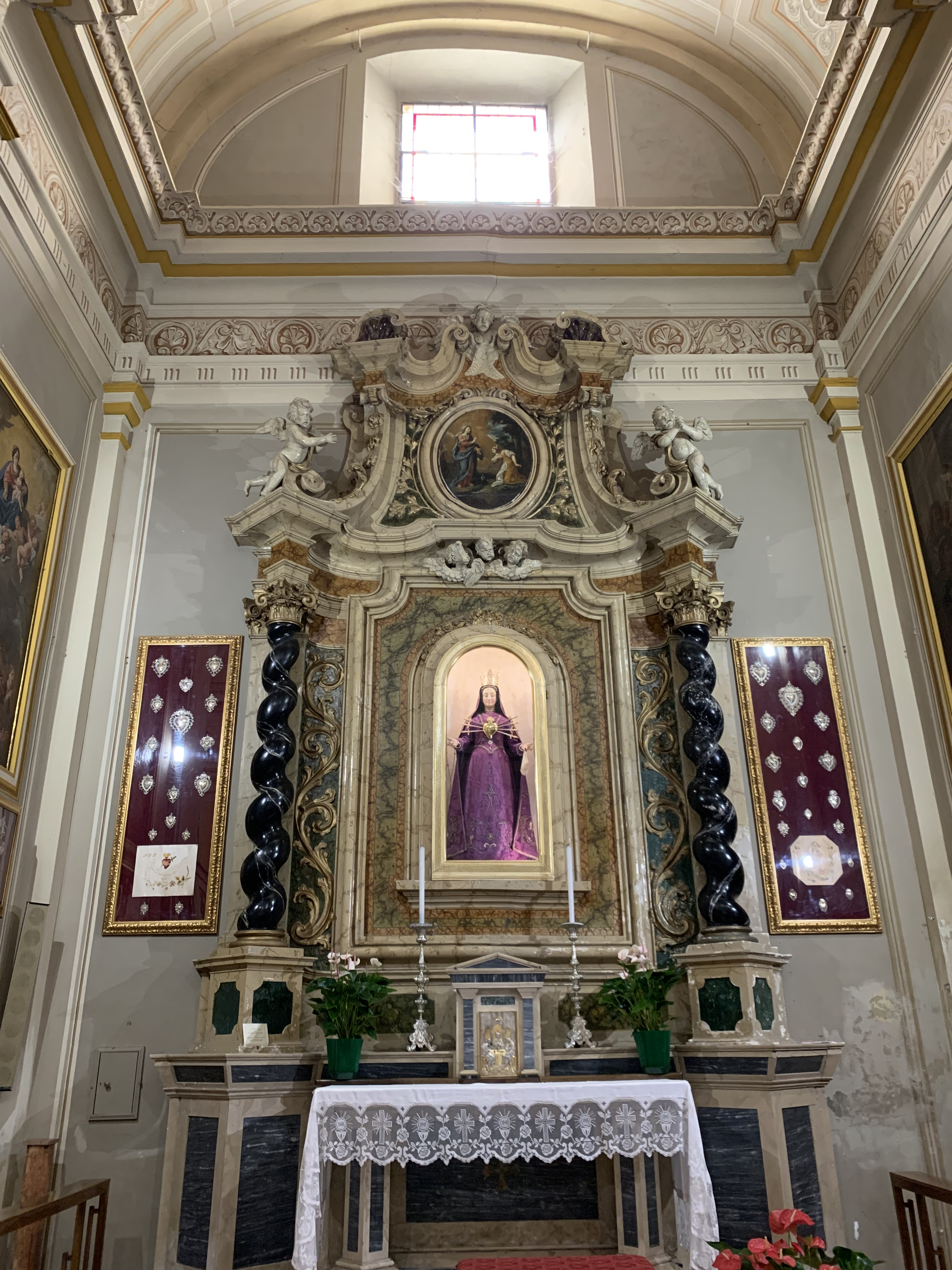
Cappella della Madonna Addolorata

Questa cappella, più ampia delle due precedenti, è dedicata alla Beata Vergine Addolorata. L'altare marmoreo, dono del parroco Ampelio Dall'Aglio (1934), è sovrastato da un'ancona barocca in finto marmo; la nicchia centrale ospita la statua dell'Addolorata proveniente dalla chiesa dei Serviti. Sopra, entro tondo ornato con rami e foglie, tela a olio raffigurante la Madonna di Caravaggio, opera di ignoto di scuola parmense del XVIII secolo.
La pala sinistra è una tela a olio, Le anime purganti, di scuola parmense, XVIII secolo. La Vergine, in alto a destra, indica a Gesù Bambino le anime del purgatorio; a metà del quadro due angeli, uno dei quali afferra un'anima per portarla in paradiso, l'altro indica la Madonna e il bambino.
La pala destra riporta una tela a olio, San Carlo venera la Vergine e Gesù presentato al tempio, di Giampaolo della Chiesa, 1717. A sinistra in basso, San Carlo, inginocchiato, mani e volto protesi verso la Madonna, che appare a sinistra, con una candela accesa. Dietro di lei, in piedi, San Giuseppe col bastone fiorito; al centro il profeta Simeone reca Gesù Bambino, in basso a destra la lapide con la dedica della tela.
La scritta riportata sul quadro dice che tale Francesco Pellizzari, dopo aver ottenuto per il figlio D. Felice il beneficio legato all'altare dell'Addolorata, fece ornare a sue spese la cappella, cui donò anche il quadro con San Carlo e la Madonna.

##### Lapidi di Leo Gabbiani e Bonaventura Rana
Sulla parete destra della cappella si trova anche la lapide di Leo Gabbiani, mentre quella di Bonaventura Rana è sulla soglia della porta nella parete sinistra.
Leo Gabbiani, nato nel 1659, venne ordinato sacerdote nel 1682; dal 2 gennaio 1683 al 7 novembre 1694 fu rettore a Mercore, e curato parroco a San Pietro in Corte dall'8 novembre 1694 al 5 maggio 1735, anno della sua morte. Fu il fondatore dell'attuale chiesa parrocchiale, che arricchì di arredi e suppellettili.
Bonaventura Rana nacque nel 1700 e venne ordinato sacerdote nel 1723; dal 25 novembre 1750 al 19 ottobre 1754 fu vicariò cooperativo a Monticelli d'Ongina. Successivamente divenne curato parroco a San Pietro in Corte, dal 1 novembre 1754 al 14 maggio 1784, quando vi rinunciò per motivi di età; morì a Monticelli d'Ongina il 23 gennaio 1788.

#### Presbiterio Maggiore
Sia a destra che a sinistra, a mezza altezza, in strutture lignee in stile barocco, ornate con pitture a olio policrome con racemi di fiori e foglie, si trovano le Cantorie. Al centro del presbiterio sorge l'altare maggiore, in marmo policromo come il Tabernacolo, quest'ultimo con due colonnine frontali in marmo rosso di Verona, con porticina in argento sbalzato (artigianato locale del primo '800).

##### Organo Bossi-Urbani
Fino al 1872 la cantoria destra ospitava un organo di autore anonimo (XVIII-XIX secolo), successivamente ampliato da Cesare Gianfrè nel 1864; questo strumento venne poi venduto nel 1873 alla chiesa di San Pietro Apostolo di Saliceto di Cadeo. 
| Tastiera e pedaliera | Targhetta originale | Registri |
| -------------------- | ------------------- | -------- |
|                      |                     |          |

L'organo Bossi-Urbani è stato costruito dalla Ditta Fratelli Bossi-Urbani di Bergamo nel 1872 e posto in Cantoria destra, presenta un prospetto rettilineo formato da 25 canne in unica campata, disposte in 3 cuspidi rispettivamente di 7-11-7 canne. È a trasmissione interamente meccanica per tastiera, pedaliera e registri.
Nel 1936 il parroco Ampelio Dall'Aglio aggiunse un secondo organo, nella Cantoria opposta, che suonasse di concerto col primo, sostituendo attuatori e pedaliera di entrambi gli organi con comandi pneumatici; il tutto faceva capo ad un'unica consolle posta nella parte retrostante l'altare maggiore. Il sistema, a causa della sua complessità e imprecisione meccanica, non ha mai funzionato. Visto il degrado delle strutture, a partire dal 2016 e fino al 2018 è stato restaurato l'organo in Cantoria destra allo stato originale rimuovendo il sistema precedente, procedendo ad un totale ripristino delle caratteristiche primitive dello strumento e adottando tecniche costruttive e materiali originali.
L'inaugurazione dello strumento si è tenuta nei giorni 7 e 8 aprile 2018.

#### Abside
Ospita un coro in legno del quale lo scranno centrale, in noce scolpito, è cinquecentesco, mentre gli altri vennero alienati e sostituiti da stalli seicenteschi.

##### Parete destra
Qui troviamo un dipinto di Cesare Campini, Martirio di San Pietro: l'apostolo è vestito di tunica bianca, mentre viene trascinato al martirio. Alla sua sinistra il Pretore di Roma con il rotolo recante la condanna scritta, e alcuni soldati con le insegne di Roma Imperiale; a destra personaggi intenti a inchiodare la croce; sullo sfondo, altri condannati.

##### Parete di fondo
È quasi interamente occupata da un olio su tela, San Pietro penitente, del parmense Giocondo Viglioli, provvisto alla chiesa dal parroco Pietro Demaldè. L'apostolo, in primo piano, appare con le mani giunte, il volto mortificato dal pentimento, tra uno stuolo di personaggi in piedi o seduti presso una scala. Sul pianerottolo Gesù, mani legate e in tunica bianca con manto violaceo, lo osserva dolcemente mentre soldati romani lo trascinano a stento tra la folla, tenuta a bada da uno dei militi. Da rimarcare la sontuosa cornice barocca di questa tela, ornata nella parte superiore e per metà delle parti laterali da fregi e decorazioni.

##### Parete sinistra
Reca un dipinto del cremonese De Luca, La chiamata di San Pietro. Cristo, al centro della scena, la mano sinistra sul petto, chiama Pietro a seguirlo, indicando con la sinistra la strada da percorrere. Pietro è rappresentato scendere da una barca, sul lago di Tiberiade, con le mani aperte, chiaro segno di disponibilità a seguire il Maestro. Sulla barca un personaggio di spalle, in secondo piano altra barca con pescatori e rete; a sinistra un'architettura di tipo assiro-babilonese.

#### Cappella del Rosario

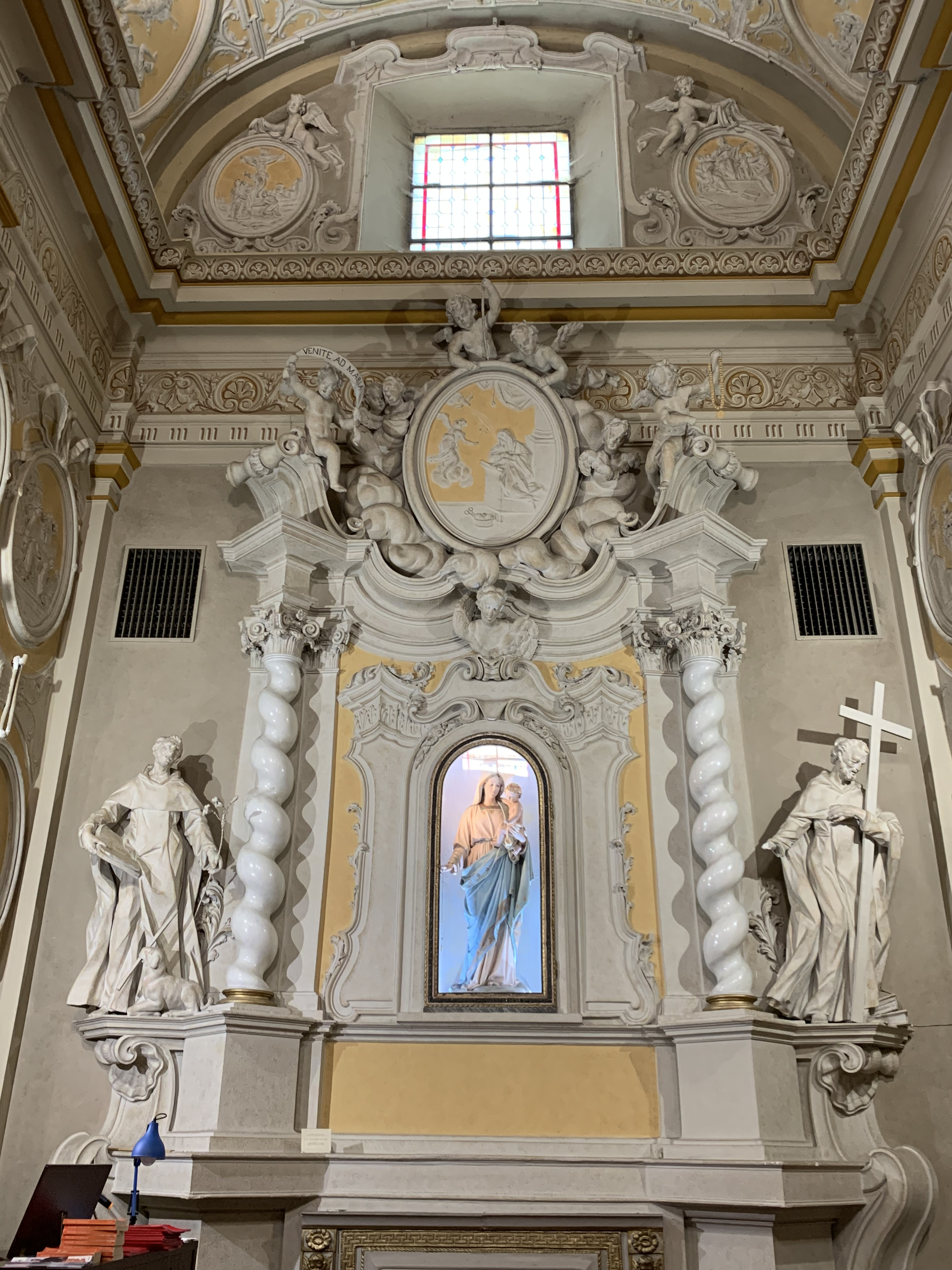
Cappella del Rosario

È ampia quanto l'opposta cappella dell'Addolorata, e contiene quindici ovali a stucco romano raffiguranti i quindici misteri del Rosario; sopra un'ancona barocca, in un ovale maggiore degli altri, è rappresentata la scena dell'Annuncio a Maria. Sul lato destro della cappella si susseguono i Misteri gaudiosi, su quello sinistro i Misteri dolorosi; nell'arco di volta la crocifissione ed i Misteri gloriosi.
Al centro dell'ancona c'è la nicchia con la statua della Madonna col Bambino; è realizzata in cartapesta, e riporta sul piedistallo: costruita a Lecce, 1909, da Unione Statuaria.
Sul lato sinistro dell'ancona vi è la statua di San Pietro martire da Verona mentre sul lato destro quella di San Domenico di Guzman.

##### Lapide del capitano Landriani
Sulla soglia della porta sulla parete destra si trova la lapide sepolcrale del capitano Giulio Cesare Landriani, morto nel 1758. La famiglia Landriani, di probabile origine lombarda, si era stabilita già alla fine del XVI secolo presso San Nazzaro, e suddivisa in vari rami, uno dei quali si trasferì a San Pedretto.

#### Cappella del Sacro Cuore
Una cornice barocca affrescata sulla parete racchiude la nicchia con la statua del Sacro Cuore; posta sulla sinistra, la statua di San Antonio Abate, anch'essa in gesso come la precedente.

#### Cappella del Battesimo
Ospita, entro ancona neoclassica, una tela ad olio, Battesimo di Gesù, di Cesare Campini. Nella scena, a sinistra il Battista che versa acqua sul capo di Gesù, inginocchiato nel Giordano; a destra tre angeli. In alto, la colomba dello Spirito Santo.